# Yaohan
Công ty Trách nhiệm hữu hạn Yaohan (株式会社ヤオハン Công ty Cổ phần Yaohan) hay đơn giản gọi là Yaohan (ヤオハン hoặc 八百半); tiếng Trung: 八佰伴), là một tập đoàn bán lẻ của Nhật Bản, do ông Ryohei Wada (和田 良平 Wada Ryōhei) và vợ là bà Katsu Wada (和田 カツ Wada Katsu) sáng lập vào năm 1930. Khởi đầu là một cửa hiệu đơn lập, sau đó con trai họ là Kazuo Wada đã mở rộng nó thành một chuỗi siêu thị hùng mạnh với phần lớn cửa hàng bán lẻ nằm tại tỉnh Shizuoka, phía nam thủ đô Tōkyō. Công ty được hợp nhất thành quy mô tập đoàn vào năm 1948 và niêm yết tại Sở giao dịch chứng khoán Tōkyō. Cửa hàng còn được thành lập thêm nhiều và có tiếng tăm cả bên ngoài lãnh thổ Nhật Bản, do luật pháp khắt khe tại Nhật gây khó khăn cho việc lập ra các doanh nghiệp mới, đến mức mà đến lúc công ty mở cửa hiệu đầu tiên ở vùng đô thị Tōkyō, nó đã chuẩn bị lâm vào tình trạng of decline due to accumulated debts từ việc mở rộng quá giới hạn.